# Geothlypis philadelphia
La parula piangente (Geothlypis philadelphia A. Wilson, 1810) è un uccello della famiglia dei Parulidi originario delle regioni settentrionali e nord-orientali del Nordamerica.
L'appellativo «piangente» del nome comune si riferisce al cappuccio del maschio, che ricorda un velo da lutto.

## Descrizione

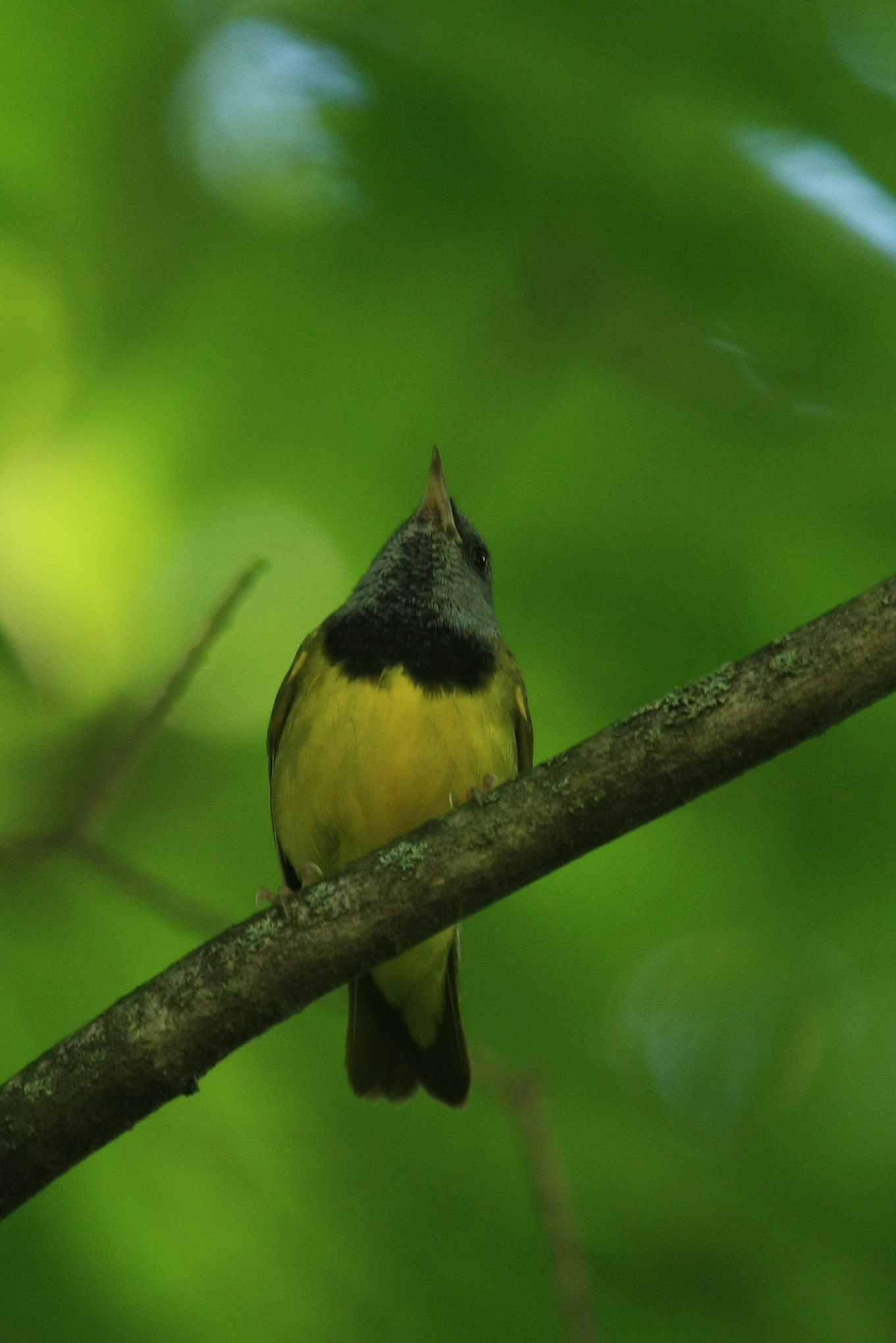
Parula piangente a Summerhill (contea di Cayuga, stato di New York).

Questo uccello, che misura tra i 12 e i 13 cm in età adulta, presenta un leggero dimorfismo sessuale nel piumaggio. Il maschio ha la testa e il petto di colore grigio, con macchie nere su gola, petto e redini. Il resto della regione inferiore è giallo e la regione dorsale è bruno-olivastra.
La femmina è simile al maschio. Tuttavia, la testa, pur essendo grigia, risulta più chiara che nel maschio, e non presenta macchie nere. La gola, ancora più chiara, assume una tonalità biancastra o presenta alcune macchie giallastre.
Gli esemplari giovani mostrano una tonalità tendente al marrone su testa e petto, la gola più chiara e la corona e la nuca olivastre.
È simile ad altre specie di parula che presentano una testa grigia: la parula del Connecticut (Oporornis agilis) e la parula di MacGillivray (Geothlypis tolmiei).
Il canto di questo uccello è costituito da un vivace trillo ripetuto più volte. Il richiamo è un acuto chip.

## Distribuzione e habitat
Abita all'interno di foreste umide, prediligendo quelle con una ricca copertura di arbusti. Va in cerca di cibo sul terreno, generalmente rimanendo in silenzio.
La sua area di distribuzione copre, in epoca riproduttiva, le regioni settentrionali dell'America del Nord, sovrapponendosi in gran parte a quella della parula del Connecticut (Oporornis agilis). È diffusa in Canada dal nord dell'Alberta fino a Terranova, e nel nord-est degli Stati Uniti (Grandi Laghi e Nuova Inghilterra).
La sua area di svernamento si estende dal sud del Nicaragua fino al nord dell'Ecuador e al nord-ovest del Venezuela.

## Biologia
Va in cerca di cibo sul piano inferiore della foresta, talvolta catturando gli insetti in volo. Si nutre in prevalenza di insetti, ma durante l'inverno consuma anche cibi di origine vegetale.
Il nido è costituito da una coppa aperta posta sul terreno in un sito ben nascosto, al riparo di un cespuglio o di un'altra pianta.